# Literaturjahr 1893
Liste der Literaturjahre

◄ | 1889 | Literaturjahr 1893 | ► | ►►

Weitere Ereignisse

## Ereignisse

### Prosa
- Mai: Von André Gide erscheint die Erzählung Le Voyage d’Urien.
- 02. Oktober/20. November: Der Roman P'tit-Bonhomme (Der Findling) von Jules Verne wird in zwei Bänden veröffentlicht.
- Von Arthur Conan Doyle erscheinen Die Memoiren des Sherlock Holmes, darin enthalten u. a. die Detektivgeschichten Silberstern, Der Flottenvertrag und Das letzte Problem.
- Die ersten drei Bände Winnetou von Karl May erscheinen.
- Die Erzählungen Adam das Dirndl, Jung Hanele, die Trutzige und Kaderl, die böse Person von Peter Rosegger erscheinen.
- Rafael Delgado verfasst den Roman Angelina.

### Drama
- 19. Januar: Das Theaterstück Baumeister Solness des norwegischen Dramatikers Henrik Ibsen erlebt seine Uraufführung am Lessingtheater in Berlin.
- 26. Februar: De Waber, die Dialektfassung von Gerhart Hauptmanns sozialem Drama Die Weber, wird am Neuen Theater Berlin in privatem Rahmen uraufgeführt.
- 19. April: Oscar Wildes Komödie A Woman of No Importance hat ihre Uraufführung am Theatre Royal Haymarket in London.
- 16. Mai: Das Schauspiel Pelléas et Mélisande von Maurice Maeterlinck wird am Théâtre des Bouffes-Parisiens in Paris uraufgeführt. Es gilt als Hauptwerk des Theaters des Symbolismus.
- 21. September: Die Uraufführung von Gerhart Hauptmanns sozialkritischer Komödie Der Biberpelz findet in Berlin statt.

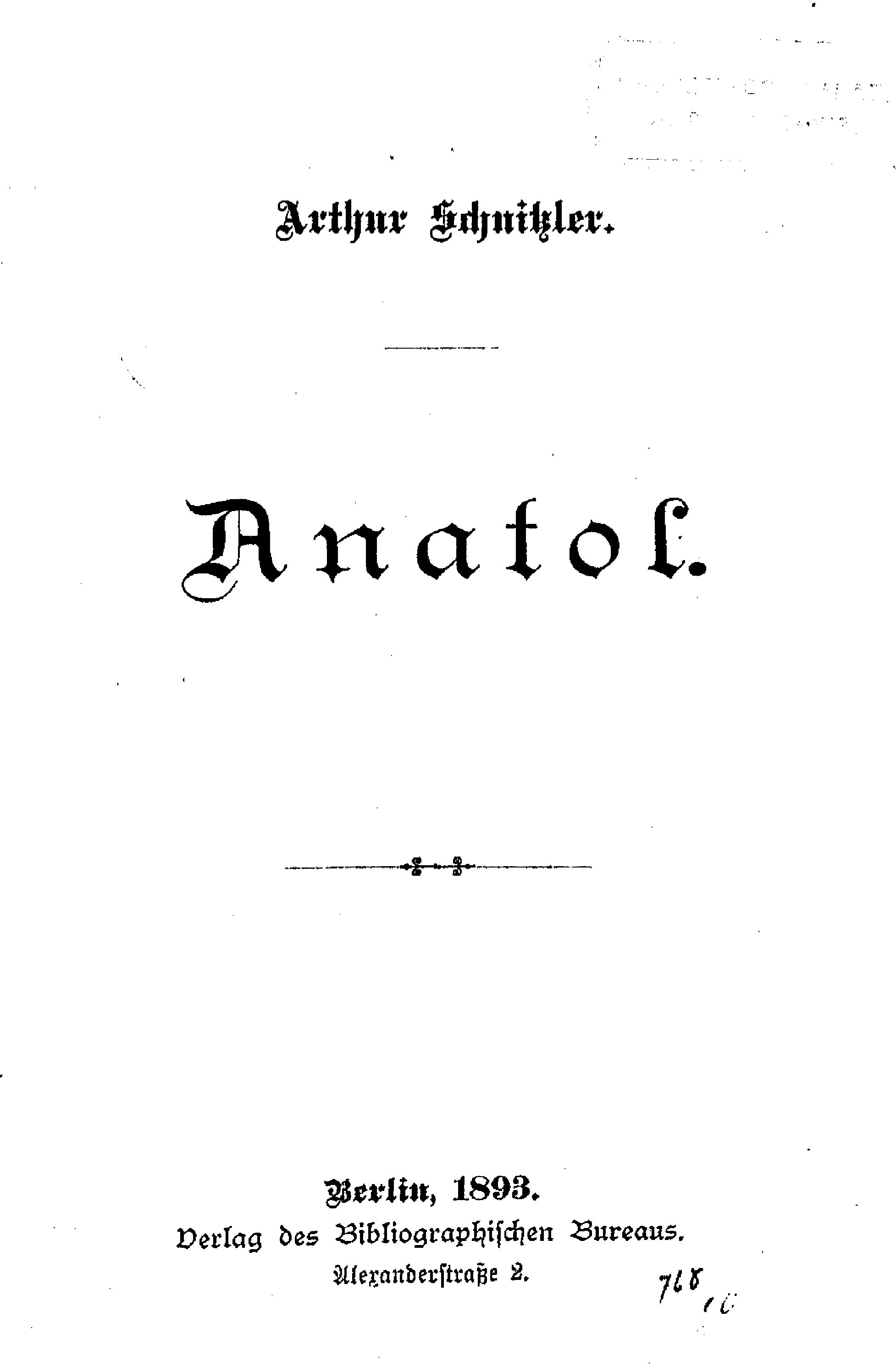
Titelblatt der Originalausgabe

- Das Theaterstück Anatol von Arthur Schnitzler wird uraufgeführt. Das Werk, zu dem Hugo von Hofmannsthal unter einem Pseudonym eine Einleitung geschrieben hat, bringt Schnitzler den Titel „psychologischer Tiefenforscher“ von Sigmund Freud ein.

### Periodika

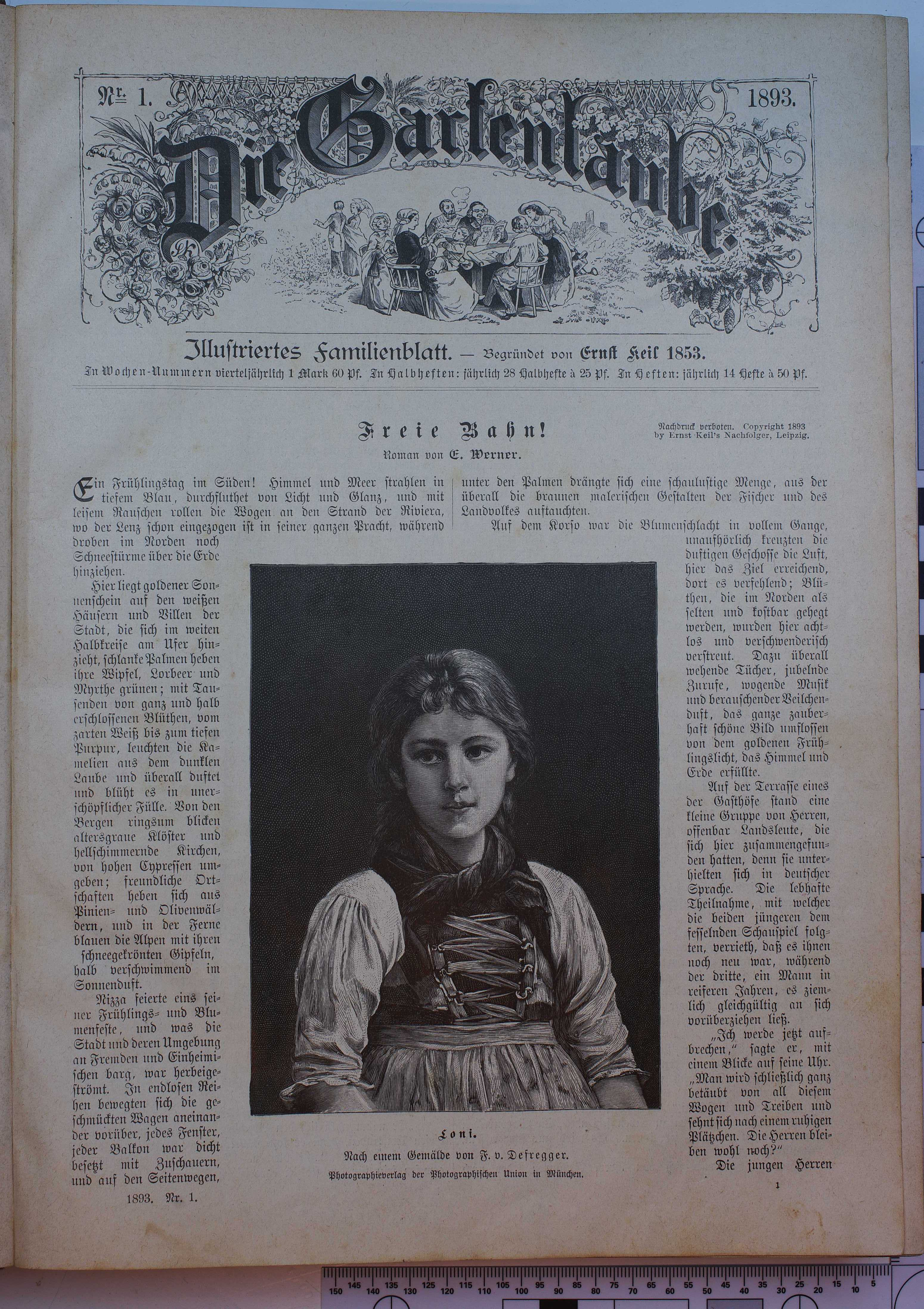
Die Gartenlaube 1893

- Jerome K. Jerome gründet die mäßig erfolgreiche Zeitschrift To-Day.

### Religion
- 08. September: Papst Leo XIII. äußert sich in der Enzyklika Laetitiae sanctae über den Rosenkranz und die rechte Ordnung der menschlichen Sozialgemeinschaft.
- 18. November: In der veröffentlichten Enzyklika Providentissimus Deus bezieht mit Leo XIII. erstmals ein Papst zur Bibelwissenschaft Stellung.

## Geboren

### Erstes Halbjahr
- 03. Januar: Pierre Drieu la Rochelle, französischer Schriftsteller († 1945)
- 10. Januar: Vicente Huidobro, chilenischer Lyriker († 1948)
- 13. Januar: Clark Ashton Smith, US-amerikanischer Dichter, Bildhauer, Maler und Autor († 1961)
- 19. Januar: Johannes Dieckmann, deutscher Journalist und Politiker († 1969)
- 31. Januar: Freya Madeline Stark, britische Forschungsreisende und Reiseschriftstellerin († 1993)

- 23. Februar: Anton Betz, deutscher Journalist († 1984)
- 24. Februar: August Arthur Ambrosi, österreichischer Bildhauer und Lyriker († 1975)

- 01. März: Mercedes de Acosta, US-amerikanische Schriftstellerin, Modedesignerin († 1968)
- 01. März: Edlef Köppen, deutscher Schriftsteller und Rundfunkredakteur († 1939)
- 07. März: Friedrich Märker, deutscher Schriftsteller und Publizist († 1985)

- 16. April: Friedrich Franz von Unruh, deutscher Schriftsteller († 1986)
- 03. Mai: Konstantine Gamsachurdia, georgischer Schriftsteller († 1975)
- 05. Mai: Joseph Maria Lutz, deutscher Schriftsteller († 1972)
- 18. Mai: Friedrich Sieburg, deutscher Journalist, Schriftsteller und Literaturkritiker († 1964)
- 28. Mai: Mina Witkojc, sorbische Dichterin und Publizistin († 1975)

- 03. Juni: Hermann Buddensieg, deutscher Schriftsteller, Herausgeber und Übersetzer († 1976)
- 05. Juni: Albert Mähl, deutscher Schriftsteller und Journalist († 1970)
- 09. Juni: Samuel Nathaniel Behrman, US-amerikanischer Schriftsteller († 1973)
- 13. Juni: Dorothy L. Sayers, britische Krimi-Schriftstellerin und Übersetzerin († 1957)
- 16. Juni: Fritz Flandrak, österreichischer Rechtsanwalt und Schriftsteller († 1945)
- 23. Juni: Frank Dalby Davison, australischer Schriftsteller († 1970)
- 30. Juni: Horst Wolfram Geißler, deutscher Schriftsteller († 1983)

### Zweites Halbjahr
- 01. Juli: Shishi Bunroku, japanischer Schriftsteller († 1969)
- 08. Juli: Kay Glasson Taylor, australische Schriftstellerin († 1998)
- 19. Juli: Ruth Hoffmann, deutsche Schriftstellerin und Malerin († 1974)
- 19. Juli: Wladimir Majakowski, russischer Dichter († 1930)
- 21. Juli: Hans Fallada, deutscher sozialkritischer Schriftsteller († 1947)
- 28. Juli: Meinrad Inglin, Schweizer Schriftsteller († 1971)
- 29. Juli: Josef Papesch, österreichischer Schriftsteller und Kulturpolitiker († 1968)

- 01. August: Anton Wurzer, deutscher Mundartdichter († 1955)
- 12. August: Edwin Bauersachs, deutsche Mundartdichter († 1948)
- 22. August: Dorothy Parker, US-amerikanische Schriftstellerin († 1967)
- 27. August: Victor Heerman, US-amerikanischer Regisseur und Drehbuchautor († 1977)

- 08. September: Erik Reger, deutscher Schriftsteller († 1954)
- 10. September: Fritz Fink, deutscher Schriftsteller, Buchhändler und Heimatforscher († 1945)
- 22. September: Hans Leip, deutscher Dichter, Schriftsteller († 1983)

- 09. Oktober: Mário Raúl de Morais Andrade, brasilianischer Schriftsteller und Lyriker († 1945)
- 10. Oktober: Mela Spira, österreichische Schauspielerin und Schriftstellerin († 1967)
- 12. Oktober: Matthias Joseph Mehs, deutscher Politiker und Heimatschriftsteller († 1976)
- 13. Oktober: Hans Severus Ziegler, deutscher Publizist, Intendant, Lehrer und NS-Funktionär († 1978)
- 20. Oktober: Lyman Young, US-amerikanischer Cartoonist und Comiczeichner († 1984)
- 24. Oktober: Kurt Huber, deutscher Professor, Volksliedforscher, Mitglied der Weißen Rose († 1943)
- 26. Oktober: Miloš Crnjanski, ungarischer Dichter, Erzähler, Reiseautor und Bühnendichter († 1977)
- 28. Oktober: Karl Farkas, österreichischer Schauspieler und Kabarettist († 1971)

- 03. November: Carl Stephenson, österreichisch-deutscher Autor und Verleger († 1954)
- 10. November: John Phillips Marquand, US-amerikanischer Schriftsteller († 1960)
- 15. November: Carlo Emilio Gadda, italienischer Schriftsteller († 1973)
- 17. November: Max Barthel, deutscher Schriftsteller († 1975)
- 25. November: Wendelin Überzwerch, deutscher Schriftsteller († 1962)

- 01. Dezember: Ernst Toller, deutscher Politiker, Revolutionär und Schriftsteller († 1939)
- 20. Dezember: Stephen Morehouse Avery, US-amerikanischer Schriftsteller und Drehbuchautor († 1948)
- 20. Dezember: Wilhelm Hollbach, deutscher Politiker und Journalist († 1962)
- 21. Dezember: Anton Dietzenschmidt, deutscher Dramatiker († 1955)
- 26. Dezember: Elisabet van Randenborgh, deutsche Schriftstellerin († 1983)

## Gestorben
- 22. Januar: Kawatake Mokuami, japanischer Kabuki-Autor (* 1816)
- 05. März: Hippolyte Taine, französischer Kritiker und Historiker (* 1828)

- 01. Mai: Alexander Kaufmann, deutscher Schriftsteller (* 1817)
- 27. Mai: Joseph Stöckle, deutscher Schriftsteller und Philologe (* 1844)

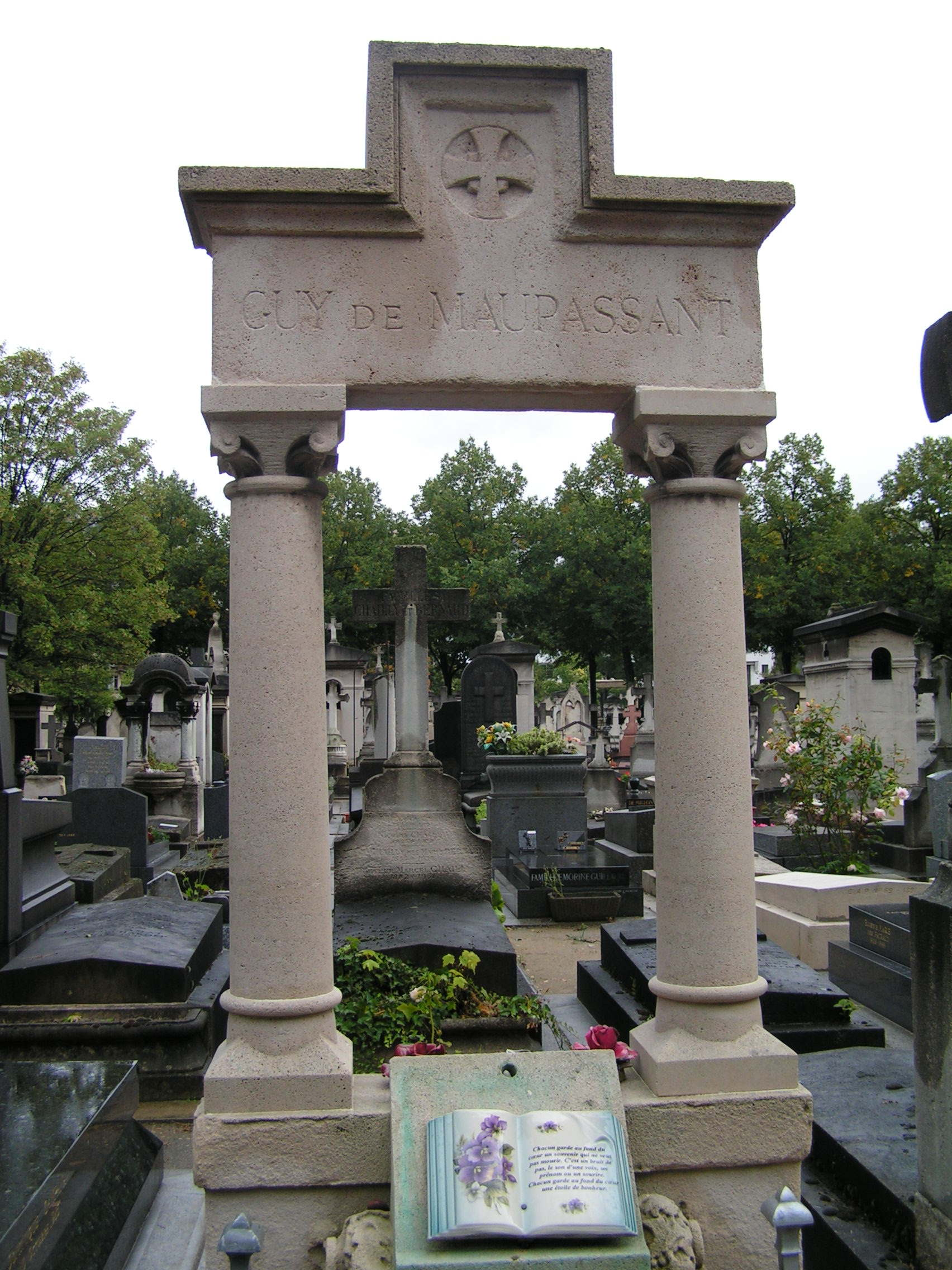
Das Grab Guy de Maupassants auf dem Cimetière de Montparnasse in Paris

- 06. Juli: Guy de Maupassant, französischer Schriftsteller und Dichter (* 1850)
- 25. Juli: Paul d’Abrest, böhmischer Schriftsteller (* 1850)
- 25. September: Louise von François, deutsche Schriftstellerin (* 1817)